# Баннов, Геннадий Ефимович
Геннадий Ефимович Баннов (28 декабря 1928, Тюмень — 16 апреля 2017, Уфа) — советский и российский писатель, спортсмен. Член Союза писателей СССР (1975). Псевдоним — Г. Ефимов.

## Биография
Родился в тюменской семье рабочего. В 1944 г. поступил в Новосибирское железнодорожное училище, в 1945 г. был направлен на учёбу в Уфимский железнодорожный техникум. Затем заочно окончил филологический факультет Башкирского государственного педагогического института им. Тимирязева (ныне Уфимский университет науки и технологий) в 1959 году.
По окончании Уфимского железнодорожного техникума был направлен на Сахалин, в город Александровск, затем — в Южно-Сахалинск инспектором областного управления трудовых резервов, являлся заместителем председателя областного совета ДСО «Трудовые резервы».
В Уфу приехал в 1953 году. Работал в управлении профтехобразования, в училище речников и полиграфистов, завучем в школе № 26. С 1962 по 1989 г. — директор СПТУ № 118.
Являлся чемпионом Башкирской АССР и Сахалинской области по боксу. Один из основателей школы бокса в Башкирии. Многие годы он отдал тренерской работе среди молодых боксеров.
В 1983—1988 гг. председатель русскоязычной секции правления Союза писателей Башкирской АССР.
Заслуженный учитель профессионально-технического образования Башкирской АССР. Лауреат премии башкирского комсомола. Награждён почётным дипломом Международного фонда славянской письменности и культуры (1999) и серебряной медалью Ушинского.
Похоронен на Северном кладбище.

## Литературная деятельность
В литературу пришёл в 1950-е годы. Выступал с публицистическими статьями, очерками, рассказами, печатался в газетах («Известия Башкортостана»), журналах («Бельские просторы»), сборниках. Первая книга рассказов «Под сенью черемухи» вышла в г. Уфе в 1970 году.
Повесть «Ребята из Девятнадцатой» (1973) отмечена премией Башкирского комсомола. Повесть «Звезды на росстани» получила Всесоюзную премию ЦК ВЛКСМ, Союза писателей СССР и Госкомиздата СССР.
- Его воспитал коллектив // Уфа: Башкирское республиканское управление трудовых резервов, 1959.
- Под сенью черемухи // Геннадий Баннов; иллюстратор В. М. Травкин. — Уфа: Башкнигоиздат, 1970.
- Ребята из Девятнадцатой // Геннадий Баннов; редактор Б. Н. Павлов, иллюстратор Б. Я. Палеха. — Уфа: Башкирское книжное издательство, 1973.
- Звезды на росстани // Геннадий Баннов; художник В. Покусаев. — Москва: Современник, 1985.
- Висячий камень // Геннадий Баннов; художник С. Гутник. — Уфа: Башкирское книжное издательство, 1987.
- Эстафета // Геннадий Баннов; художник С. Гутник. — Уфа: Башкирское книжное издательство, 1991. ISBN 5-295-00685-9
- Виктория // Геннадий Баннов. Уфа: Китап, 1996. ISBN 5-295-01448-7
- Отзовется вдали колокольцами // Геннадий Баннов; художник А. Л. Чудинов. — Уфа: Китап, 2009. ISBN 5-295-00359-7
- За огнями маяков // Геннадий Баннов. — Уфа: Китап, 2009. ISBN 978-5-295-04706-0